# Oxidază

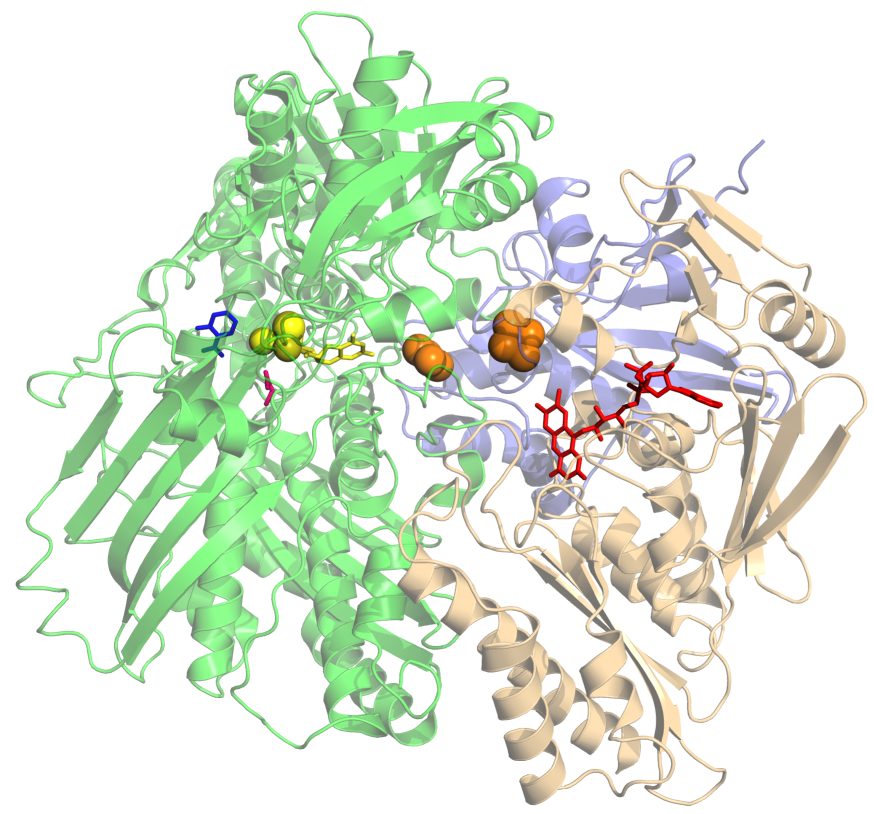
Structura xantin oxidazei

În biochimie, o oxidază este o enzimă din clasa oxidoreductazelor care catalizează procese de oxido-reducere, în special acelea care implică utilizarea moleculei diatomice de oxigen (O2) ca acceptor de electron. În reacțiile car implică donarea unui atom de hidrogen, oxigenul este redus la apă (H2O) sau peroxid de hidrogen (H2O2). Unele reacții de oxidare, precum cele care sunt catalizate de monomin oaxidaze sau xantin oxidaze, nu implică utilizarea oxigenului molecular.

## Exemple
Un exemplu important este Citocrom c oxidaza, un complex enzimatic care joacă un rol cheie în lanțul transportor de electroni. Alte exemple sunt:
- Glucozoxidază
- Monoamin oxidază
- Citocrom P450
- NADPH oxidază
- Xantin oxidază
- L-gulonolacton oxidază
- Lacază
- Lizil oxidază
- Polifenol oxidază
- Sulfhidril oxidază (oxidează grupe tiolice)